# راديو سوسة
راديو سوسة إذاعة تونسية خاصة قديمة انطلق بثها يوم 21 جانفي 1937.

## وصلات خارجية
- Si la radio vous était contée